# Communauté urbaine de Dunkerque
Pour les articles homonymes, voir CUD.
La communauté urbaine de Dunkerque ou CUD (anciennement Dunkerque Grand Littoral) est une communauté urbaine française, située dans l'arrondissement de Dunkerque, le département du Nord et la région Hauts-de-France.

## Historique

### La nécessité de retrouver la croissance après-guerre
En 1955, la Chambre de commerce de Dunkerque crée un organisme chargé de rassembler le maximum de données socio-économiques sur l'agglomération dunkerquoise. Lorsque s'ouvre l'année suivante, une compétition nationale quant à l'implantation d'un complexe sidérurgique majeur afin de remplacer ceux de la Sarre redevenant allemands au 1er janvier 1957, les données rassemblées permettent à Dunkerque de rafler la mise. Usinor est la pierre de salut de la ville encore meurtrie par les bombardements de la Seconde Guerre mondiale.
La construction d'un site de 450 hectares arraché au sable et à la mer, en projet des années avant permet la mise en service du premier haut fourneau dès 1963.

### L'explosion démographique
Grande-Synthe, village où est implanté le siège d'Usinor, devient vite une ville. Et à l'image de la ville, c'est toute la démographie de l'agglomération qui monte en flèche, les ouvriers de toute la région étant attirés par le nouvel « Eldorado ». Cela s'avère problématique, les villes et villages de l'agglomération n'ayant absolument pas les capacités d'accueil nécessaire au logement de tant d'ouvriers. Ainsi, dès 1961, au fil de la construction du site, l'État (l'administration étant à l'époque centralisée) commence la construction de grandes ZUP. Ces zones sont des HLM plantées en terre rurales, dénuées de services (commerces, sociaux ou publics) ou d'animations. C'est ainsi que les « Nouvelles-Synthes » (Grande-Synthe et Petite-Synthe) sortent de terre. Suivant ces errements, de nouvelles lois sont votées, notamment celle régissant les ZAC. Ces lois donnent le pouvoir aux autorités locales.

### La naissance de la CUD

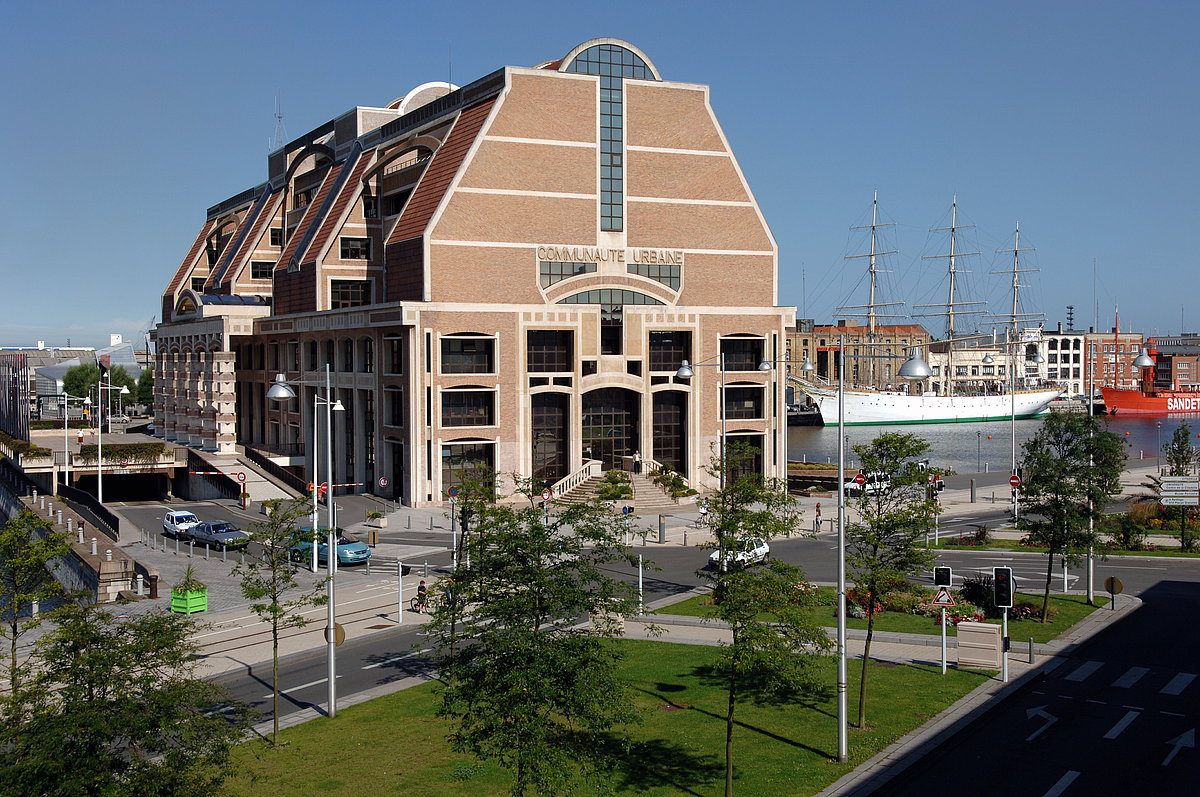
Hôtel de la Communauté urbaine de Dunkerque en 2018 [https://www.communaute-urbaine-dunkerque.fr

Du côté de Dunkerque même, la Chambre de commerce craint que le développement de son port à l'ouest échappe à la ville et que les développements des ZUP dans les villes voisines bouleverse l'équilibre démographique de l'agglomération. De plus, elle craint la mainmise de l'État sur le port, ceci est confirmé par la remise de la gestion du port au tout nouveau Port autonome de Dunkerque (PAD), considéré à l'époque comme relais des décisions de l'État. Pour éviter cette mainmise, plusieurs groupes socio-économiques remettent au jour l'idée d'un « Grand Dunkerque », fusion des villes de l'agglomération. Les villes voisines de Dunkerque sont réticentes. Elles consentent, cependant, à la création de syndicats intercommunaux de gestion de l'eau potable et de l'assainissement, ceux-ci leur laissant les « pleins pouvoirs » sur leurs territoires. Albert Denvers, lui, est partisan de la fusion des villes, le député de la circonscription commence alors à prêcher pour cette idée. Mais « l'association pour le Grand Dunkerque » se heurte au « nationalisme » des habitants de chaque ville. Le 31 décembre 1966, le Parlement ratifie le texte de loi créant les communautés urbaines, organisme soulageant les villes de certains pouvoirs mais conservant les conseils municipaux de chaque ville. Albert Denvers soutient alors ce mode de regroupement pour l'agglomération, qui convient parfaitement à la situation. Les élus le suivent, et au terme de mois de débats réussissent à se mettre d'accord. C'est ainsi que naît, le 21 octobre 1968, par décret ministériel,, la première communauté urbaine volontaire de France.

### Premiers pas
Devenue effective au 1er janvier 1969, la « CUD », présidée par Albert Denvers, compte alors 12 villes : Cappelle-la-Grande, Coudekerque-Branche, Dunkerque, Fort-Mardyck, Grande-Synthe, Leffrinckoucke, Malo-les-Bains, Mardyck, Petite-Synthe, Rosendaël, Saint-Pol-sur-Mer et Téteghem. À la fin de cette année, elles sont 16. En effet, le 28 mai, Armbouts-Cappel, Bray-Dunes et Zuydcoote les ont rejoints, tout comme Gravelines et Loon-Plage, le 14 novembre. Entretemps Dunkerque et Malo-les-Bains avaient fusionné. Les premières décisions de la communauté urbaine furent l'agrandissement de la station d'épuration de Coudekerque-Branche, ainsi que la construction d'un incinérateur d'ordures ménagères. Le 15 décembre 1970 est inaugurée l'écluse « Charles-de-Gaulle » permettant l'accès au port aux bateaux de 125 000 tonnes. En 1971, la communauté obtient la gestion des aires de jeux, terrains de sport et des aires couvertes. La même année, les villes de Coudekerque-Village et Saint-Georges-sur-l'Aa rejoignent la Communauté Urbaine. Cependant le nombre de membres reste de 16 car Rosendaël et Petite-Synthe fusionnent avec Dunkerque en 1972. Enfin c'est cette année-là que commencent les travaux du nouvel avant-port ouest, face à Loon-Plage et Gravelines.

### Le Schéma directeur
Peu avant la naissance de la Communauté urbaine, la direction de l'équipement met en place un groupe d'études et de programmation de l'urbanisme. La jeune communauté va alors négocier pour obtenir de l'État une agence d'urbanisme sous sa tutelle, chargée d'élaborer le Schéma Directeur d'Aménagement et d'Urbanisme (SDAU). C'est ainsi que naît, le 20 mai 1972, l'agence d'urbanisme de la région dunkerquoise (AGUR).
La même année, les transports en commun de l'agglomération deviennent une compétence de la communauté urbaine et les 16 membres de celle-ci sont rejoints par Craywick (17 mai). En 1973, c'est la gestion des espaces verts qui devient responsabilité de la CUD, ceci entraine la réalisation du Bois des Forts à Coudekerque-Village.
Au cours des années suivantes, la communauté fait construire plusieurs lycées : Auguste-Angelier (Dunkerque, en 1974), lycée professionnel automobile et des transports de Grande-Synthe (1975) et celui du Courghain (1976) dans la même ville. C'est à cette époque que la « pénétrante Est » prend place dans le lit du canal de Mardyck, cette voie express relie Dunkerque à Grande-Synthe en séparant au sud Petite-Synthe de Saint-Pol-sur-Mer au nord.
Le 15 juin 1976, Bourbourg devient à son tour membre de la communauté urbaine. Soucieuse de ne pas faire du port de Dunkerque uniquement un port industriel, la CUD encourage le développement de la plaisance dans le port de Dunkerque et dans le Bassin Vauban à Gravelines.
La communauté prend également la décision de ne plus construire de nouveaux quartiers proches des entreprises mais de développer à l'est de l'agglomération afin de rééquilibrer la balance démographique redonnant ainsi à Dunkerque son rôle de ville-centre. De plus, il est décidé l'ouverture à internationale en créant des relations avec le Royaume-Uni et la Belgique.

### Les années 80

Logo de la CUD

La situation économique au cours de ces années est dramatique dans la région, la fermeture des chantiers de France, les licenciements et les préretraites mettent un terme aux idées d'expansion des villes de l'agglomération et cela malgré la création d'emploi de services ou l'inauguration de la centrale nucléaire de Gravelines ou de la plate-forme pétrochimique. Les projets de la communauté urbaine, composée de 18 membres depuis l'intégration de Grand-Fort-Philippe et l'association de Mardyck à Dunkerque, se tournent alors vers la reconversion de l'agglomération : de nouveaux établissements scolaires sont créés (Lycée du Noordover, Université de Littoral, Lycée de l'Europe, etc.). De plus, les logements, qui hier manquaient, sont aujourd'hui en surnombre, la communauté urbaine entreprend de vastes projets de réhabilitation des grands ensembles inadaptés(notamment la ZAC des « Nouvelles-Synthes »).
Le 28 janvier 1988 est inauguré par François Mitterrand l'hôtel communautaire sur le pertuis du bassin de commerce de Dunkerque. L'année suivante, le bâtiment reçut de la part de Jack Lang un prix pour sa « mise en lumière », félicitant son éclairage nocturne.
Le 9 février 1989, la communauté urbaine crée une Société d'économie mixte chargée de la gestion des déchets et de leur recyclage: Triselec. Une entreprise pionnière qui est reprise, entre autres, 3 ans plus tard par la communauté urbaine de Lille. Dès 1989, la communauté urbaine entreprend ainsi la distribution de deux poubelles: la bleue pour les déchets recyclables et la marron pour le reste. Ce projet lui a valu un « oscar de l'environnement » en 1990.
Aux élections municipales de 1989, Michel Delebarre remporte Dunkerque face au maire sortant Claude Prouvoyeur pour moins de 50 voix d'avance. La ville-centre et le président de la communauté urbaine sont alors sur le même plan politique, la communauté urbaine va alors pouvoir exercer ses compétences sans brides.

### Le nouveau schéma directeur
Les difficultés des années 1980 ont entrainé une révision du schéma directeur initial : réduction de l'espace dédié au port et aux entreprises, recherche d'une qualité de vie acceptable, humanisation du tissu urbain et renforcement du centre de l'agglomération. Le document prend également en compte la construction de l'Autoroute A16 liant l'agglomération à Calais et Boulogne-sur-Mer mais surtout au futur Tunnel sous la Manche en 1994. On assiste au remplacement du système de « mono-industrie » par un système de tissu industriel : une entreprise ayant recours aux services d'autres. Un exemple concret de la reconversion en 1994 du Dunkerquois est la réhabilitation de l'ancienne cale de lancement des bateaux des anciens chantiers de France en port de plaisance. Ceci est les prémices de la réhabilitation de Dunkerque qui portera plus tard le nom de « projet Neptune ».
Le 7 juillet 1995, Michel Delebarre succède à Albert Denvers à la tête de la CUD. Celui-ci confirme les directions prises par son prédécesseur, notamment en matière de développement durable : continuité de l'action de Triselec, développement du 1er pôle énergétique européen avec la construction de centrales éoliennes et du terminal gazier Norvège-Dunkerque puis plus tard celle de la centrale DK6. La communauté urbaine ratifie la Charte d'Aalborg, et recevra de nombreux prix dont le 1er « prix européens des villes durables ».
La décennie voit également la reprise de la croissance dans la communauté urbaine grâce à l'investissement de 13,75 milliards de francs (soit 2,1 milliards d'euros) créant 7 000 emplois. Dunkerque a alors les moyens d'insuffler une nouvelle dynamique à l'agglomération, et ceux en tirant parti des friches industrielles, qui permettra, notamment, la réalisation du projet Neptune ainsi que la construction du Pôle Marine (1999), du Centre Marine (2001) à Dunkerque.

### 2000-2014: La fin d'une ère
En 2000, la communauté urbaine devient responsable des déchèteries de l'agglomération. Poursuivant son effort en matière d'environnement, elle crée l'année suivante le « Conseil de Développement Durable » de l'agglomération dunkerquoise. La communauté approuve de nouveaux transferts de compétence en juin 2003 : développement économique, accueil de gens de voyage, cimetière, fourrière et assainissement. Le 11 décembre 2003, le conseil communautaire approuve le "projet communautaire" et le plan de déplacements urbains (PDU). Le projet s'organise autour de trois axes : services publics efficaces et éco-respectueux, environnement urbain et naturel de qualité, épanouissement de tous et promotion du territoire.
C'est ainsi que plusieurs projets voient le jour, notamment le centre de valorisation organique(CVO) (Pôle de valorisation des déchets organique), le centre de valorisation énergétique (CVE) gérant les déchets de la poubelle marron et la maison 3D (Dunkerque Développement Durable).
Le PDU prévoit, lui, la modernisation des transports collectifs(Bus roulant au gaz naturel et muni d'une rampe permettant l'accès aux handicapés), l'agrandissement du tissu des pistes cyclables, et la gestion des 1 100 km de voies de la communauté urbaine.
En Novembre 2004, la communauté urbaine ratifie un protocole unissant la CUD, la Chambre de commerce et l'Université du Littoral en un pôle de compétence sur l'environnement industriel, un signe également un accord de coopération avec la Province de Flandre-Occidentale, sa voisine belge, confirmant ses engagements. L'année suivante a vu l'inauguration de l'Hôtel des Technologies, du parc Zoologique de Fort-Mardyck ainsi que du Lieu d'Art et d'Action Contemporaine (LAAC).
Le 20 mars 2006, la communauté s'ouvre cette fois vers l'Angleterre en signant un accord de coopération avec les collectivités de Dartford, Gravesend (Angleterre), Medway et Swale dans le Kent. En octobre 2007 est inauguré le lycée Guy-Debeyre, lycée technique, au cœur du futur quartier du Grand Large dont la première pierre a été posé le 23 février 2008. En 2009, la communauté a lancé un groupement européen de coopération territoriale (GECT), intitulé « West-Vlaanderen/Flandre-Dunkerque-Côte d’Opale » qui facilitera la coopération entre la région Flandre-Dunkerque-Côte d'Opale et la province de Flandre-Occidentale, sur la base des propositions de la « Plate-forme transfrontalière : santé, mobilité/transport, aménagement du territoire, environnement et gestion de l’eau, tourisme, culture, marché du travail, développement économique, valorisation du caractère rural du territoire ».
Aujourd'hui encore, la communauté urbaine de Dunkerque continue sa politique basée sur 4 axes:
- « développement économique »
- « solidarité et cohésion sociale »
- « protection et valorisation de l'environnement »
- « gouvernance et participation des habitants »

Au 1er janvier 2011, à la suite de l'association de Saint-Pol-sur-Mer et de Fort-Mardyck avec Dunkerque, le nombre de villes est ramené à 16. Les représentants de ces villes continuent de siéger au conseil communautaire.
Spycker intègre le la CUD,, portant à 17 le nombre de ses communes puis à 18 au 1er janvier 2013 après l'adhésion de Ghyvelde. La commune des Moëres s'est prononcée lors de son conseil municipal du 13 décembre 2011 pour son adhésion à l'intercommunalité dunkerquoise, comme l'a fait près de deux mois plus tard, le 9 février 2012, le Conseil Communautaire. Cependant le préfet a refusé l'adhésion de la ville à l'intercommunalité.

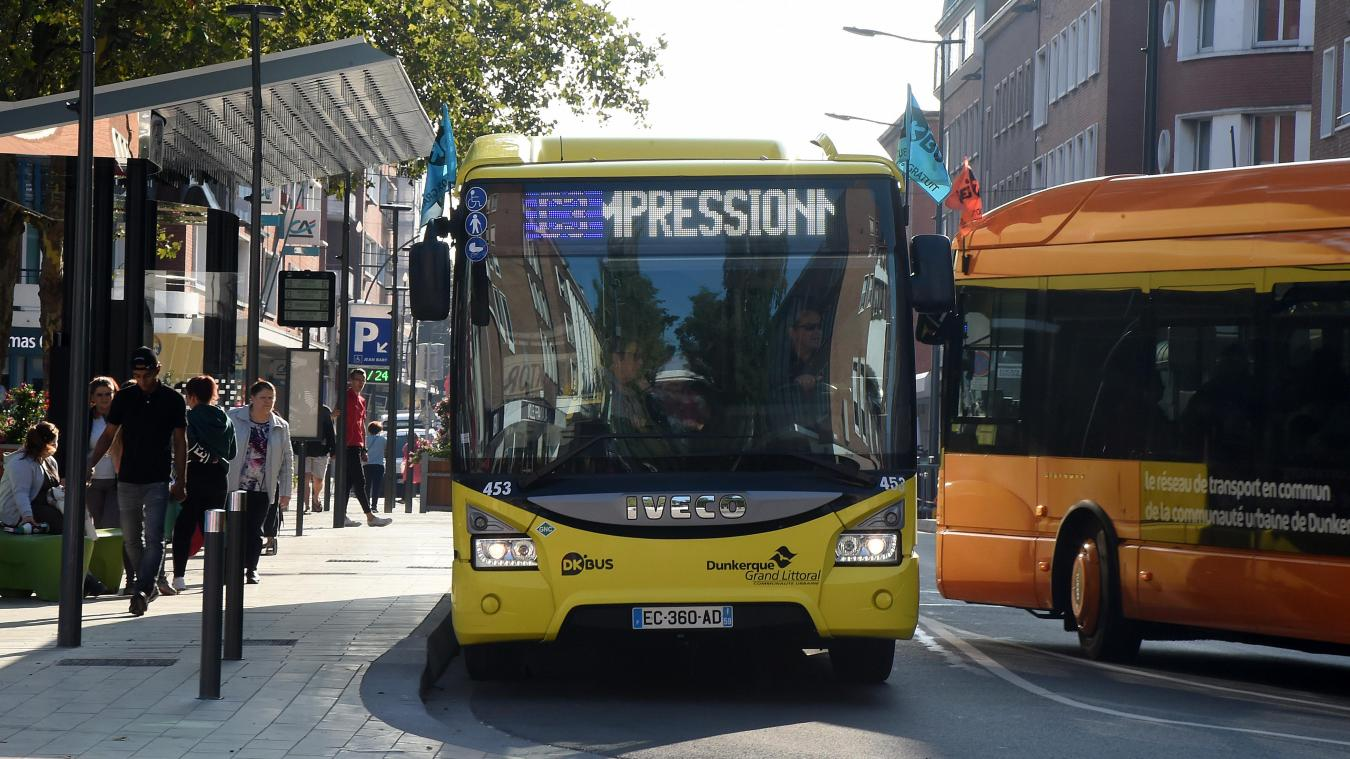
Nouveau Réseau de Bus DK'BUS en 2018

### Après 2014: le renouveau
Largement vaincu lors des élections municipales de 2014 à Dunkerque, Michel Delebarre se voit ravir la présidence de la communauté urbaine par Patrice Vergriete.
Au 1er janvier 2016, la loi facilitant la création de communes nouvelles a un impact sur le territoire de la communauté urbaine, qui intègre celui de l'ancienne commune des Moëres (antérieurement membre de la communauté de communes des Hauts de Flandre) au sein de la commune nouvelle de Ghyvelde. Parallèlement, la fusion de Coudekerque-Village et Téteghem réduit à cette date à 17 le nombre de communes au sein de la communauté urbaine.
Le 1er septembre 2018, l'ensemble de l'agglomération adopte avec le réseau DK'BUS le bus totalement gratuit pour tous. Avec ce nouveau réseau, la fréquentation des transports a bondi de 170 % en deux ans. En 2022, le Stade Marcel-Tribut est inauguré, après cinq années de travaux, un nouveau grand chantier terminé. Entre-temps, l'agglomération a entrepris de nombreux travaux de voiries, celles-ci étant particulièrement vieillissantes.

### 2023
En septembre 2023, la communauté signe un partenariat avec Enedis dans le cadre de la transition écologique. Il est pour une durée de trois ans et porte sur la réduction d’énergies et le déploiement de bornes de recharges de véhicules électriques,.

## Territoire communautaire

### Composition
La communauté urbaine est composée des 17 communes suivantes :

| Nom                          | Code Insee | Gentilé             | Superficie (km2) | Population (dernière pop. légale) | Densité (hab./km2) |
| ---------------------------- | ---------- | ------------------- | ---------------- | --------------------------------- | ------------------ |
| Dunkerque (siège)            | 59183      | Dunkerquois         | 43,89            | 87 013 (2022)                     | 1 983              |
| Armbouts-Cappel              | 59016      | Armbouts-Cappellois | 10,15            | 2 097 (2022)                      | 207                |
| Bourbourg                    | 59094      | Bourbourgeois       | 38,49            | 6 958 (2022)                      | 181                |
| Bray-Dunes                   | 59107      | Bray-Dunois         | 8,57             | 4 284 (2022)                      | 500                |
| Cappelle-la-Grande           | 59131      | Cappellois          | 5,46             | 7 865 (2022)                      | 1 440              |
| Coudekerque-Branche          | 59155      | Coudekerquois       | 9,14             | 20 833 (2022)                     | 2 279              |
| Craywick                     | 59159      | Craywickois         | 7,73             | 770 (2022)                        | 100                |
| Ghyvelde                     | 59260      | Ghyveldois          | 35,92            | 4 126 (2022)                      | 115                |
| Grand-Fort-Philippe          | 59272      | Philippois          | 3,13             | 4 901 (2022)                      | 1 566              |
| Grande-Synthe                | 59271      | Grand-Synthois      | 21,44            | 20 347 (2022)                     | 949                |
| Gravelines                   | 59273      | Gravelinois         | 22,66            | 11 451 (2022)                     | 505                |
| Leffrinckoucke               | 59340      | Leffrinckouckois    | 7,28             | 4 101 (2022)                      | 563                |
| Loon-Plage                   | 59359      | Loonois             | 35,67            | 5 995 (2022)                      | 168                |
| Saint-Georges-sur-l'Aa       | 59532      | Saint-Georgeois     | 8,13             | 289 (2022)                        | 36                 |
| Spycker                      | 59576      | Spyckerois          | 9,19             | 1 725 (2022)                      | 188                |
| Téteghem-Coudekerque-Village | 59588      |                     | 30,44            | 8 272 (2022)                      | 272                |
| Zuydcoote                    | 59668      | Zuydcootois         | 2,6              | 1 608 (2022)                      | 618                |

### Démographie
| 1968    | 1975    | 1982    | 1990    | 1999    | 2010    | 2015    | 2021    |
| ------- | ------- | ------- | ------- | ------- | ------- | ------- | ------- |
| 178 000 | 205 555 | 216 443 | 213 616 | 213 698 | 201 932 | 199 893 | 192 554 |

Depuis 2008, la communauté urbaine a perduchaque année environ 1 100 habitants par an, comprenant un nombre important de jeunes de 15 à 30 ans, en particulier les plus diplômés.

### Environnement
Cette partie du littoral de la Manche doit faire face à divers problèmes environnementaux.
- surexploitation des ressources halieutiques
- séquelles de l'industrialisation, et de deux guerres mondiales,
- érosion côtière ; 75 % du trait de côte est touché. Un plan dit « PLAGE » (Plan littoral d'action pour la gestion de l'érosion) vise à lutter contre ce phénomène qui pourrait s'accentuer avec les modifications climatiques et à la montée des océans.
- sécurité maritime
- risques technologiques, nucléaire
- risque de submersion marine[12],[13]

Mais depuis la fin du XXe siècle, l'environnement est une des priorités de l'agglomération et de la région.
- Dans le domaine de l'énergie et du climat, l'agglomération a produit une thermographie aérienne en 2004, et s'appuie notamment sur un Plan de sensibilisation « réflexénergie » (adopté en 2006), un fonds d’aide à l’amélioration de la performance énergétique des bâtiments (2008) et un référentiel du logement social Haute qualité environnementale.
- Concernant la biodiversité, ceci se traduit par la protection et restauration de sites, relictuels mais de grande valeur écologique, et de leur reconnexion écopaysagère via une trame verte d'agglomération, protégée dans les documents d'urbanisme via le SCOT. 
La trame verte d’agglomération[14] donne sa cohérence environnementale au SCOT, et contribue à restaurer dans la petite région « Flandre-Dunkerque » une offre de proximité en espaces verts et de loisirs, et à protéger durablement quelques coupures d’urbanisation, en maintenant - localement - des zones tampons entre le résidentiel et l’industrie lourde. 29 sites (3000 ha) sont répertoriés en 2012, dont 25 classés en zone naturelle protégée dans les documents d’urbanisme locaux et 4 sont en cours de classement dans le cadre d’une procédure d’élaboration/révision PLU. Certains sont directement intégrés dans le réseau de corridors biologiques de l’agglomération, du pays et de la région qui s'appuie sur :
  - le poumon vert de l'Aa et la zone poldérisée de Gravelines ;
  - la coulée verte de Mardyck -  Loon-Plage,
  - la ceinture verte de Loon-Plage,
  - les espaces verts et renaturés du Prédembourg et du Puythouck (Grande-Synthe),
  - le réseau des dunes relictuelles (dunes de Malo-les-Bains et de Malo Terminus, dunes Dewulf, Parc du vent à Leffrinckoucke, dunes de la Licorne, dunes de Leffrinckoucke-plage et « petit bois » de Leffrinckoucke...
  - le fossé défensif de Saint-Pol-sur-Mer et divers éléments de fortifications,
  - la zone verte du fort de Petite-Synthe,
  - la zone du lac d’Armbouts-Cappel,
  - les rives du Langhe-gracht et le parc du Crayhof (Cappelle-la-Grande), les rives du canal exutoire (Dunkerque) et divers éléments tels qu'anciens dépôts de Voies navigables de France (VNF));
  - le corridor de la Colme et le corridor boisé Cassel-Watten...

Le PLU intercommunal de la communauté urbaine (2012) inclut deux orientations d’aménagement thématique pour la TVB : l'une sur le secteur du Port-Est de Dunkerque et l’autre sur le cœur d’agglomération
La TVB cherche aussi à s'appuyer sur les axes de modes doux de déplacement, dont le GR littoral et une nouvelle voie piétonne, et côté Belgique, sur le « croissant vert » 
En 2011, l'agglomération dunkerquoise qui est située sur l'un des principaux corridors de migration aviaire où l'on peut encore observer 700 des 1500 espèces végétales régionales a été primée pour son travail de préservation de sa biodiversité, via sa trame verte et bleue.

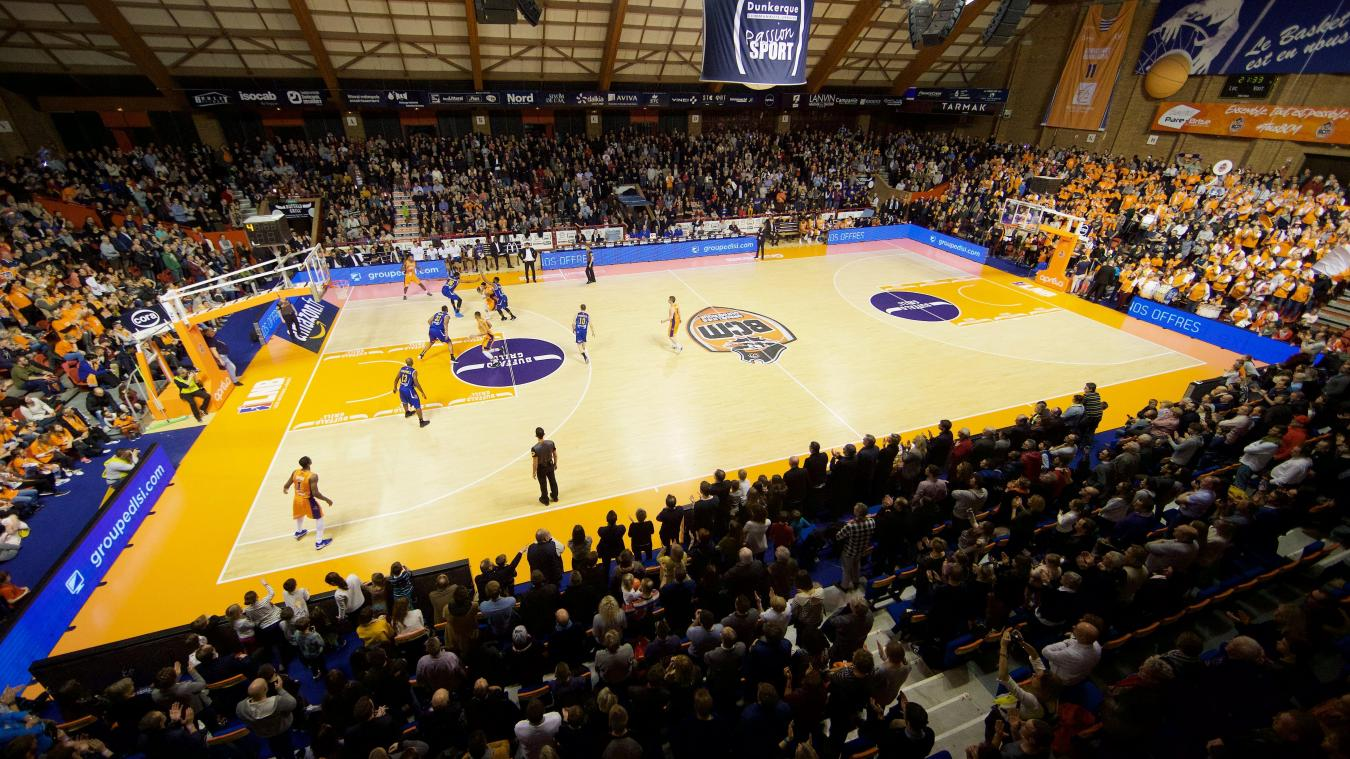
Salle Sportica à Gravelines en 2018

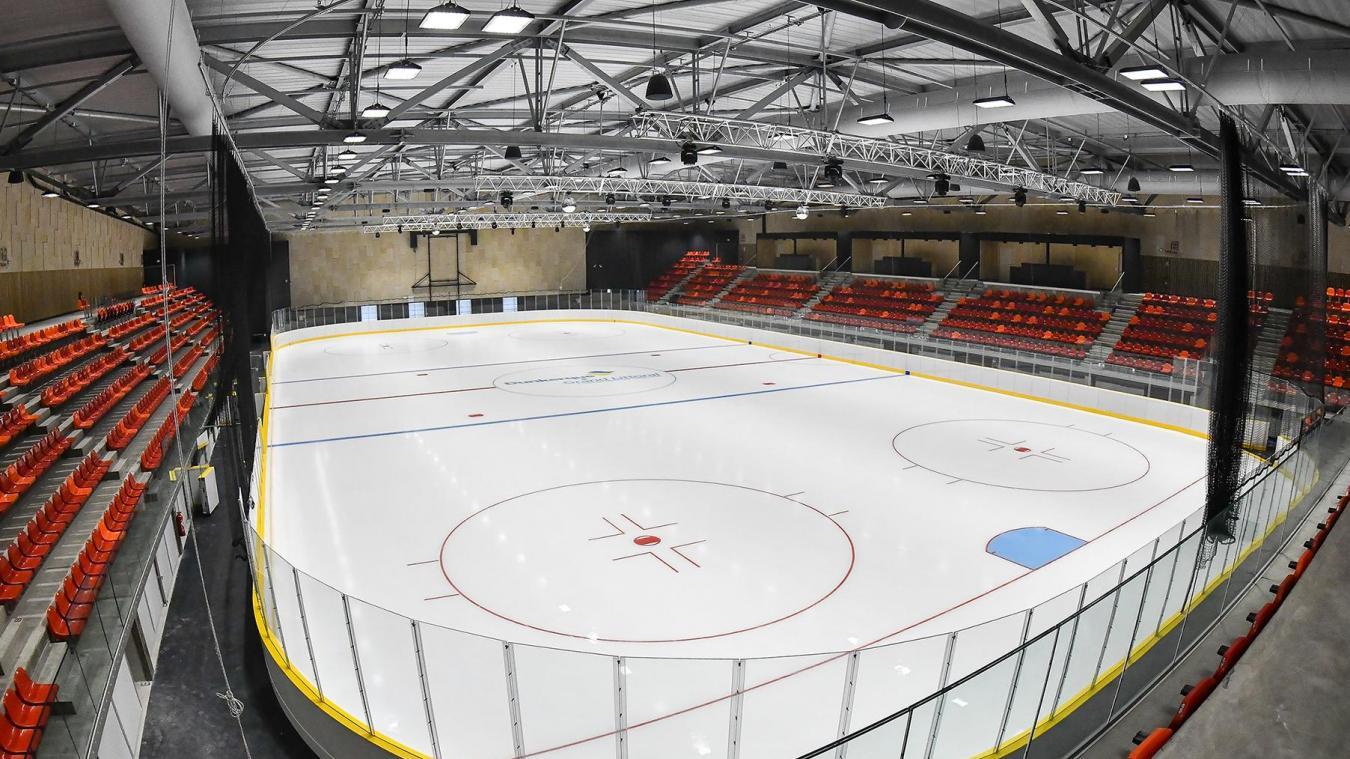
Patinoire Michel Rafoux rénovée en 2019

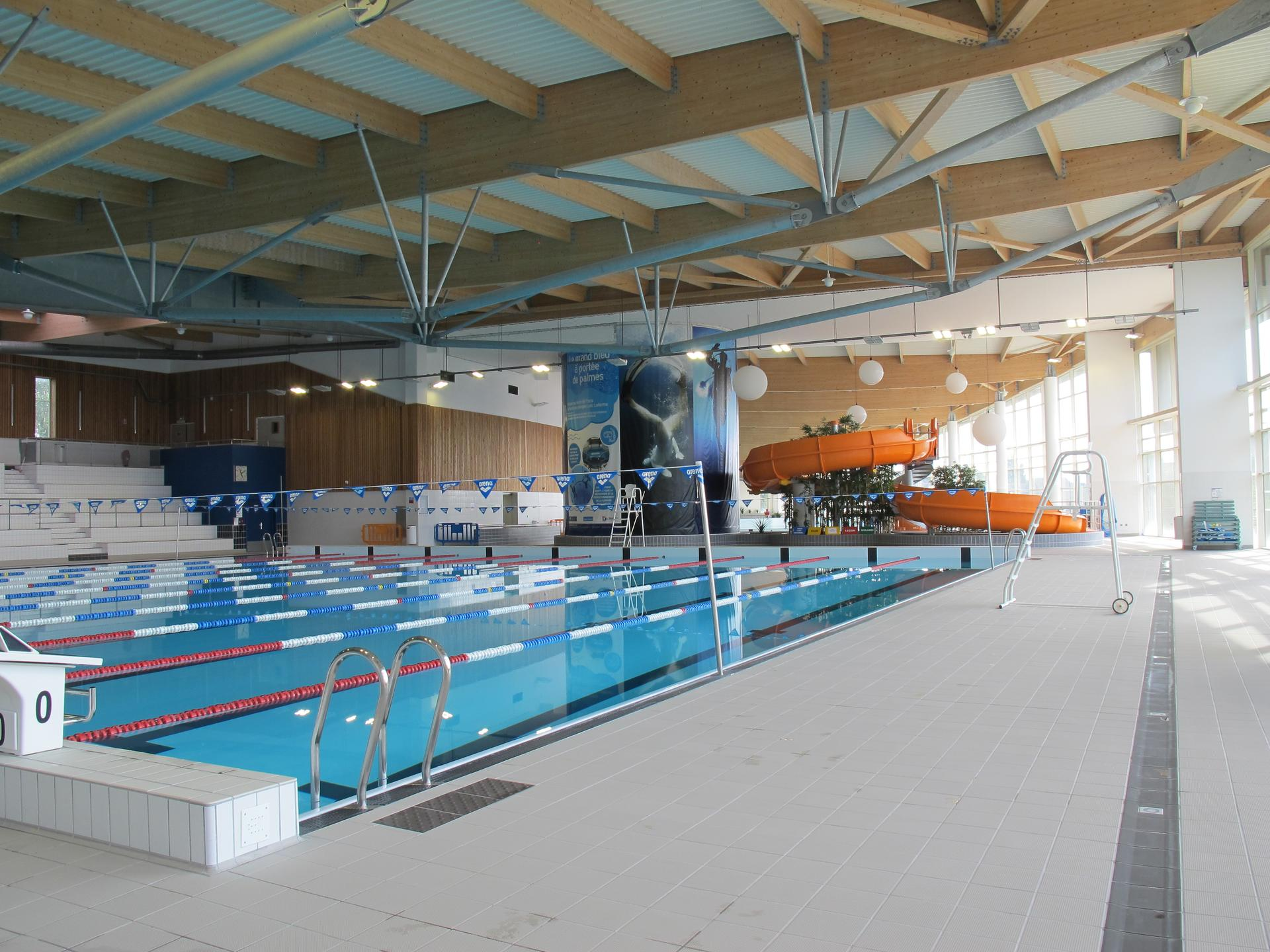
Piscine Olympique Georges Guynemer à Saint-Pol-sur-Mer en 2018

### Sports
Le ministère des sports a décompté 772 équipements sportifs sur le territoire de la communauté urbaine en 2013. À ce chiffre, il convient d'ajouter les 15 installations de Ghyvelde officiellement dans l'intercommunalité que depuis le 1er janvier 2014. Soit un total de 787 équipements sportifs sur le territoire de la CUD pour l'année 2013.
La communauté urbaine apporte son soutien aux clubs et associations suivants :
- Basket Club Maritime Gravelines Dunkerque Grand Littoral, surnommé BCM
- Dunkerque Handball Grand Littoral, surnommé USDK
- Union sportive du littoral de Dunkerque, surnommé USLD
- Dunkerque-Malo Grand Littoral Basket Club, surnommé DMBC
- Dunkerque Grand Littoral Volley-Ball
- Hockey sur Glace Dunkerque, surnommé Les Corsaires Dunkerquois
- ABC Grande-Synthe, club de boxe féminine
- Association Chaleur Humaine Littoral Coudekerque-Branche, surnommé ACH Coudekerque, club de handibasket
- Les Albatros, club de voile de Dunkerque
- La Jean Bart Dunkerque Gymnastique
- ASAGS Badminton, surnommé GSBA, club de badminton de Grande-Synthe
- Club Haltérophile Saint-Pol-sur-Mer
- Dunkerque Littoral Cyclisme
- Dunkerque Natation
- OGS Rugby
- OGS Voile, club de voile de Grande-Synthe
- OGS Tir à l'arc
- Rugby Club Flandre Littoral Saint-Pol-sur-Mer, surnomme RCFL
- Les Korvers de Dunkerque, club de baseball et softball
- Le Tennis Squash Badminton Dunkerque, surnommé TSBD
- Triathlon Littoral 59
- Union Sportive Gravelines Billard, surnommé USG Billard
- Union Sportive Gravelines Football, surnommé "USG Football
- Voile Ambition Dunkerque

## Organisation

### Siège
Le siège de la communauté urbaine est situé à Dunkerque, Pertuis de la Marine.

### Les élus
La communauté de communes est administrée par son conseil communautaire, composé pour la mandature 2020-2026 de 61  conseillers municipaux représentant chacune des  communes membres et répartis de la manière suivante en fonction de leur population : 

- 28 délégués pour Dunkerque ;

- 7 délégués pour Grande-Synthe ;

- 6 délégués pour Coudekerque-Branche ;

- 3 délégués pour Gravelines ;

- 2 délégués pour Tétéghem-Coudekerque-Village, Cappelle-la-Grande, Bourbourg et Loon-Plage  ; 

- 1 délégué et son suppléant pour les autres communes, toutes de moins de 5 000 habitants.

Au terme des élections municipales de 2020 dans le Nord et des élections municipales de 2020 à Dunkerque, le conseil communautaire renouvelé  a réélu le 10 juillet 2020 son président, Patrice Vergriete, maire de Dunkerque, et élu ses vice-présidents, qui sont : 
1. David Bailleul, maire de Coudekerque-Branche, chargé de l'aménagement et de la voirie ;
2. Bertrand Ringot, maire de Gravelines, chargé de la politique de l'eau, de l'assainissement et de la prévention des inondations ;
3. Martine Arlabosse, maire-déléguée de Dunkerque - Malo-les-Bains, chargée du sport de haut niveau et des équipements communautaires à caractère sportif ;
4. Martial Beyaert, maire de Grande-Synthe, chargé  du personnel, de l'urbanisme réglementaire et de la politique de la Ville ;
5. Franck Dhersin,  maire de Téteghem-Coudekerque-Village, chargé de la culture et des équipements à caractère culturels et de loisirs ;
6. Florence Vanhille, maire de Zuydcoote, chargée du Tourisme ;
7. Éric Rommel , maire de Loon-Plage, chargé des finances ;
8. Jean-François Montagne, maire délégué de  	Dunkerque - Rosendaël, chargé de la transition écologique et de la résilience (climat - environnement - espaces naturels - transports - énergie - économie circulaire et déchets - circuits courts) ;
9. Christine Gilloots, maire de Bray-Dunes, chargée de la politique transfrontalière ;
10. Julien Gokel, maire de Cappelle-la-Grande, chargé de  l'enseignement supérieur, de la recherche, de l'innovation et du numérique ;
11. Sony Clinquart, maire de Grand-Fort-Philippe, chargé de l'insertion professionnelle et de l’économie sociale et solidaire ;
12. Alain Simon, conseiller municipal délégué de Dunkerque, chargé de l'habitat, de l'hébergement, de la rénovation urbaine et de la politique foncière.

Le bureau communautaire pour la mandature 2020-2026 est constitué du président, des douze vice-présidents et de 16 conseillers communautaires délégués.

### Liste des présidents
| Période       | Période                         | Identité          | Étiquette   | Qualité |
| ------------- | ------------------------------- | ----------------- | ----------- | --- |
| décembre 1968 | 1995                            | Albert Denvers    | PS          | Maire de Gravelines (1947 → 1965 et de 1977 → 1995) Député du Nord (1956 → 1986 et 1988 → 1993) Conseiller général de Gravelines (1937 → 1985) Président du conseil général du Nord (1973 → 1985) |
| juillet 1995  | 2014                            | Michel Delebarre, | PS          | Ancien Ministre d'État Maire de Dunkerque (1989 → 2014) Sénateur du Nord (2011 → 2017) Député du Nord (13e circ.) (1986 → 1988, 1997 → 1998 et 2002 → 2011) Président du conseil régional du Nord-Pas-de-Calais (1998 → 2001) Président (2006 → 2008) puis 1er VP (2008 → 2010) du Comité des Régions de l'Union européenne Président du syndicat intercommunal des Dunes de Flandre (1989 → 2001 et 2008 → 2014) |
| avril 2014    | En cours (au 27 septembre 2022) | Patrice Vergriete | DVG puis FP | Polytechnicien, Ingénieur en chef des Ponts et Chaussées Directeur général de l’Agur (2000 → 2008) Maire de Dunkerque (2014 → ) Président du Pôle métropolitain Côte d’Opale (2014, → ) Président de l'Institut pour la ville durable (2016 → ) Président de l'AFITF (2023 → ) Réélu pour le mandat 2020-2026 |

### Compétences
La communauté urbaine exerce les compétences qui lui ont été transférées par les communes membres, dans les conditions déterminées par le code général des collectivités territoriales.
Ces champs de compétences sont étendus : l’aménagement, le développement économique, le développement culturel et sportif, l’éducation, le logement social, le transport, les déchets, la voirie, l’eau et l’assainissement, la distribution d’énergie, l’environnement et le cadre de vie, la politique de la ville, le développement social, la santé, les cimetières et les abattoirs.
Conformément aux dispositions légales, ces compétences comprennent notamment : 
- Charte intercommunale de développement et d'aménagement, schémas de cohérence territoriale (SCoT), plan local d'urbanisme et autres  documents d'urbanisme, programme local de l'habitat, constitution de réserves foncières ;
- opérations d'aménagement d'intérêt communautaire ; actions de développement économique ; zones d'activité ; actions de réhabilitation d'intérêt communautaire ; promotion du tourisme, dont la création d'offices de tourisme ;
- Locaux scolaires  ; programme de soutien et d'aides aux établissements d'enseignement supérieur et de recherche et aux programmes de recherche ;
- Services d'incendie et de secours, ;
- Organisation de la mobilité ;
- Lycées et collèges ;
- Eau, assainissement (à l'exclusion de l'hydraulique agricole), ordures ménagères ; réseaux de chaleur ou de froid urbains ;
- Gestion des milieux aquatiques et prévention des inondations
- Création de cimetières et extension des cimetières ainsi créés, crématoriums ;
- Abattoirs, abattoirs marchés, marchés d'intérêt national ;
- Voirie et signalisation, création et entretien des infrastructures de charge de véhicules électriques ;
- Parcs et aires de stationnement ;
- Aires d'accueil des gens du voyage et des terrains familiaux locatifs ;
- Contribution à la transition énergétique ;
- Concession de la distribution publique d'électricité et de gaz.
- Politique de la ville : diagnostic du territoire, définition des orientations du contrat de ville ; animation et coordination des dispositifs contractuels de développement urbain, de développement local et d'insertion économique et sociale ainsi que des dispositifs locaux de prévention de la délinquance ; programmes d'actions définis dans le contrat de ville

### Régime fiscal et budget
La communauté urbaine est un établissement public de coopération intercommunale à fiscalité propre.
Afin de financer l'exercice de ses compétences, l'intercommunalité perçoit, comme toutes les communautés d'agglomération, la fiscalité professionnelle unique (FPU) – qui a succédé à la taxe professionnelle unique (TPU) – et assure une péréquation de ressources. Elle collecte également la taxe d'enlèvement des ordures ménagères (TEOM), qui finance ce service public.
La communauté urbaine reverse une dotation de solidarité communautaire (DSC) à ses communes membres.

### Coopération internationale
La communauté urbaine de Dunkerque a signé plusieurs accords de coopération[réf. nécessaire].
| Ville | Ville           | Pays | Pays      | Période                     |
| ----- | --------------- | ---- | --------- | --------------------------- |
|       | Annaba          |      | Algérie   | depuis 2004                 |
|       | Bizerte         |      | Tunisie   | depuis 2007                 |
|       | Gaza            |      | Palestine | depuis le 2 avril 1996      |
|       | Gdynia          |      | Pologne   | depuis le 25 novembre 2004  |
|       | Grande Comore   |      | Comores   |                             |
|       | Qinhuangdao     |      | Chine     | depuis le 26 septembre 2000 |
|       | Ramat Ha-Sharon |      | Israël    | depuis le 15 septembre 1997 |
|       | Rostock         |      | Allemagne | depuis le 9 avril 2000      |
|       | Vitória         |      | Brésil    | depuis décembre 2008        |

### Organismes de coopération
En 2023, la CUD est membre des syndicats mixtes suivants, : 
- Dunkerque Neptune, qui assurait la gestion des trois ports de plaisance publics de l’agglomération ;
- Hauts-de-France Mobilités, qui assure la coordination des services des autorités organisatrices de la mobilité dans la région et le fonctionnement d’un système multimodal d’information des usagers, ainsi que la recherche de la création d’une tarification coordonnée et de titres de transports uniques ou unifié ;
- Syndicat de l'eau du Dunkerquois, qui assure l'alimentation en eau potable et eau industrielle de son territoire ;
- Groupement européen de coopération territoriale West-Vlaanderen / Flandre-Dunkerque-Côte d'Opale, destiné à promouvoir et soutenir une coopération transfrontalière efficace et cohérente sur son territoire ;
- SCOT de la région Flandre Dunkerque ;
- Institution intercommunale des Wateringues, chargé des  grands ouvrages d’évacuation des eaux à la mer, de la coordination des acteurs du polder et de l'amélioration des connaissances en matière de gestion des eaux de surface sur le polder ;
- Pôle Métropolitain Côte d'Opale, qui est notamment responsable des ouvrages de protection contre les submersions marines.

## Projets et réalisations
Aux termes du code général des collectivités territoriales, une communauté urbaine est un regroupement de communes  « qui s'associent au sein d'un espace de solidarité, pour élaborer et conduire ensemble un projet commun de développement urbain et d'aménagement de leur territoire. Lorsque la communauté urbaine comprend un ou plusieurs quartiers prioritaires de la politique de la ville, ce projet commun intègre un volet relatif à la cohésion sociale et urbaine permettant de définir les orientations de la communauté urbaine en matière de politique de la ville et de renforcement des solidarités entre ses communes membres. Il détermine les modalités selon lesquelles les compétences de la communauté urbaine concourent aux objectifs de cohésion sociale et territoriale  ».